# دانشکده علوم توانبخشی ایران

دانشکده علوم توانبخشی دانشگاه علوم پزشکی و خدمات بهداشتی درمانی ایران، با نام‌های قبلی «مدرسه عالی توانبخشی» و «دانشکده توانبخشی و رفاه اجتماعی»، اولین دانشکده توانبخشی در ایران می‌باشد. این دانشگاه شامل هشت گروه آموزشی و ۷ رشته‌است که اکثر این رشته‌ها برای اولین بار در همین دانشکده تأسیس شده‌اند. بیشتر این رشته‌ها در سه مقطع کارشناسی (B.Sc)، کارشناسی ارشد (M.Sc) و دکترا (Ph.D) دانشجو می‌پذیرند. همچنین در کنار انجام پژوهش‌ها و ارائه مقالات علمی در زمینه توانبخشی، خدمات درمانی نیز در شش کلینیک فعال ارائه می‌شود که برآورندهٔ بخشی از نیازهای توانبخشی جامعه است.

این دانشکده در «رتبه‌بندی دانشکده‌های توانبخشی دانشگاه‌های علوم پزشکی کشور براساس معیار h-index (شاخص اچ) مقالات اعضای هیئت‌علمی در بانک اطلاعاتی اسکوپوس در انتهای سال ۲۰۱۷» که نشان‌دهنده عملکرد دانشکده‌ها در زمینه پژوهش است و توسط معاونت تحقیقات و فناوری وزارت بهداشت نیز منتشر گردید، توانست رتبه اول را در بین دانشکده‌های توانبخشی کشور کسب کند.

## گروه‌های آموزشی
گروه‌های آموزشی این دانشکده عبارتند از:

*گروه آموزشی فیزیوتراپی (در سه دوره کارشناسی، کارشناسی ارشد و دکترا)

*گروه آموزشی کاردرمانی (در سه دوره کارشناسی، کارشناسی ارشد و دکترا)

*گروه آموزشی ارتوز و پروتز (اعضای مصنوعی) (در سه دوره کارشناسی، کارشناسی ارشد و دکترا)

*گروه آموزشی شنوایی‌شناسی (در سه دوره کارشناسی، کارشناسی ارشد و دکترا)

*گروه آموزشی بینایی سنجی (اُپتومِتری) (در سه دوره کارشناسی، کارشناسی ارشد و دکترا (از سال 1395))

*گروه آموزشی گفتار درمانی (در سه دوره کارشناسی، کارشناسی ارشد و دکترا)

*گروه آموزشی مدیریت توانبخشی (تنها در دوره کارشناسی ارشد، پس از اخذ مدرک کارشناسی در یکی از رشته‌های بالا)

*گروه آموزشی علوم پایه پزشکی

## مکان دانشکده
این دانشکده جدا از پردیس اصلی دانشگاه در منطقه میرداماد و در زمینی وسیع به شکل شش ضلعی قرار داشته و دارای فضای خوابگاهی (برای خانم‌ها در داخل فضای دانشکده و برای آقایان در خارج از آن)، فضای سبز، فضای ورزشی، فضای آموزشی و فضای درمانی (کلینیک‌های مختلف) است.

## آدرس
این دانشکده در آدرس زیر واقع است: میرداماد، میدان مادر (محسنی)، خیابان شهید شاه نظری، خیابان مددکاران (نظام سابق)